# Lisa Edelstein
Lisa Edelstein (Boston, Massachusetts, 1966. május 21. –) amerikai színésznő.

## Fiatalkora és családja
Edelstein egy zsidó családban született Alvin és Bonnie Edelstein gyermekeként a Massachusetts állambeli Bostonban. Apja gyermekorvos New Jersey-ben a Chilton Memorial Kórházban. A szülők három gyermeke közül Lisa a legfiatalabb. Edelstein Wayne-ben (New Jersey) nevelkedett, és a Wayne Valley középiskolába járt, ahol 1984-ben végzett.

## Karrier
16 évesen Edelstein már pompomlány volt Donald Trump New Jersey Generals nevű rögbicsapatánál. Ott Edelstein hamar bemutatkozott mint bajkeverő, amikor tiltakozást szervezett. Ugyanis a rögbicsapat arra kényszerítette a pompomlányokat, hogy bárokban pózoljanak csapatuk rendszeresített pompomlány ruhájában. Edelstein úgy érezte, ez "hasonló a prostitúcióhoz", és elindította a pompomlány sztrájkot .
18 éves korában New Yorkba költözött színművészetet tanulni a New York-i Tisch School University of the Arts színművészeti főiskolán (többek között itt végezte tanulmányait Lady Gaga is). Míg New Yorkban lakott, ő is bekapcsolódott az ottani klubéletbe (ekkor még csak "Lisa E."-ként ismerték).
Már egyetemi évei alatt elkezdte színészkarrierjét, sok produkciót írt, és játszott a Broadwayen is, szerepelt a "Positive Me" című musicalben. Ez volt az egyik első musical, ami az AIDS-cel foglalkozott.
Televízióban először az "Awake on the Wild Side" show-ban tűnt fel, aminek ő volt a házigazdája. Ezután sokszínű szerepeket kapott, elsősorban filmsorozatokban.
2004 és 2011 között a Doktor House című tévéfilmsorozatban szerepelt dr. Lisa Cuddy szerepében. A nyolcadik évadban már nem tért vissza, mert a sorozat korábbi magas nézettsége csökkenni kezdett, és ezért csökkenteni kellett a színésznő illetményét, amit ő nem fogadott el.

## Magánélete
2014 óta Robert Russell művész házastársa, férjével együtt Los Angelesben élnek. Edelstein vegán.

## Filmográfia

### Film
| Év   | Magyar cím                  | Eredeti cím                               | Szerep                | Magyar hang    |
| ---- | --------------------------- | ----------------------------------------- | --------------------- | -------------- |
| 1991 | The Doors                   | The Doors                                 | sminkművész           |                |
| 1995 | Batman és Superman – A film | The Batman/Superman Movie: World's Finest | Mercy Graves (hangja) | Tallós Rita    |
| 1997 | Lesz ez még így se!         | As Good as It Gets                        | nő az asztalnál       | Árkosi Kati    |
| 1998 | Susan terve                 | Susan's Plan                              | Penny Myers           | Timkó Eszter   |
| 1998 | Susan terve                 | Susan's Plan                              | Penny Myers           | Firtos Edit    |
| 1998 | Aki másnak sírt ás          | L.A. Without a Map                        | Sandra                |                |
| 1999 |                             | 30 Days                                   | Danielle              |                |
| 2000 | Ég velünk!                  | Keeping the Faith                         | Ali Decker            | Horváth Lili   |
| 2000 | Mi kell a nőnek?            | What Women Want                           | Dina                  | Balogh Anna    |
| 2003 | Oviapu                      | Daddy Day Care                            | Crispin anyja         | Zakariás Éva   |
| 2005 | Mamák lincshangulatban      | Say Uncle                                 | Sarah Faber           | Solecki Janka  |
| 2006 | Süthetjük                   | Grilled                                   | Carolyn               |                |
| 2013 |                             | She Loves Me Not                          | Amy                   |                |
| 2016 | Zűrös hétvége               | Joshy                                     | Claudia               | Németh Kriszta |
| 2021 |                             | Dr. Bird's Advice for Sad Poets           | Elly                  |                |

### Televízió
| Év        | Magyar cím                        | Eredeti cím                                                  | Szerep                    | Megjegyzések                                           |
| --------- | --------------------------------- | ------------------------------------------------------------ | ------------------------- | ------------------------------------------------------ |
| 1992      |                                   | L.A. Law                                                     | Francine Flicker          | 1 epizód                                               |
| 1992      | Megőrülök érted                   | Mad About You                                                | Lynne Stoddard            | 1 epizód                                               |
| 1993      |                                   | Good Advice                                                  | Robin                     | 1 epizód                                               |
| 1993      | Seinfeld                          | Seinfeld                                                     | Karen                     | 2 epizód                                               |
| 1993      |                                   | Wings                                                        | Marsha Peebles            | 1 epizód                                               |
| 1994      |                                   | The Larry Sanders Show                                       | Diane French              | 1 epizód                                               |
| 1994      |                                   | Wild Oats                                                    | ismeretlen szerep         | 1 epizód                                               |
| 1995      |                                   | Partners                                                     | Cindy Wolfe               | 1 epizód                                               |
| 1995–1997 |                                   | Almost Perfect                                               | Patty Karp                | 8 epizód                                               |
| 1996      |                                   | Ned & Stacey                                                 | Janine                    | 1 epizód                                               |
| 1996–1997 | Viszonyok                         | Relativity                                                   | Rhonda Roth               | főszereplő (17 epizód)                                 |
| 1997      | Vészhelyzet                       | ER                                                           | Aggi Orton                | 1 epizód                                               |
| 1998      | Frasier – A dumagép               | Frasier                                                      | Caitlin                   | 1 epizód                                               |
| 1998      | Divatalnokok                      | Just Shoot Me!                                               | Erin Simons               | 1 epizód                                               |
| 1998      | Indiszkrét                        | Indiscreet                                                   | Beth Sussman              | tévéfilm magyar hangja Csere Ágnes                     |
| 1999      | Esti meccsek                      | Sports Night                                                 | Bobbi Bernstein           | 2 epizód                                               |
| 1999–2000 | Az elnök emberei                  | The West Wing                                                | Laurie "Brittany" Rollins | 5 epizód                                               |
| 2000      |                                   | Grosse Pointe                                                | Shawn Shapiro             | 1 epizód                                               |
| 2000–2001 | Ally McBeal                       | Ally McBeal                                                  | Cindy McCauliff           | 5 epizód                                               |
| 2001      | Black River – A város fogva tart  | Black River                                                  | Laura                     | tévéfilm                                               |
| 2001      |                                   | The Zeta Project                                             | Gwen Evans (hangja)       | 1 epizód                                               |
| 2001–2002 |                                   | Felicity                                                     | Lauren                    | 6 epizód                                               |
| 2002      |                                   | Obsessed                                                     | Charlotte                 | tévéfilm                                               |
| 2002      |                                   | Leap of Faith                                                | Patty                     | főszereplő (6 epizód)                                  |
| 2003      |                                   | A Date with Darkness: The Trial and Capture of Andrew Luster | Maeve Fox                 | tévéfilm                                               |
| 2003      | Nyomtalanul                       | Without a Trace                                              | Dr. Lianna Sardo          | 1 epizód                                               |
| 2003      | Ügyvédek                          | The Practice                                                 | Diane Ward                | 2 epizód                                               |
| 2003      | Az igazság ligája                 | Justice League                                               | Mercy Graves (hangja)     | 1 epizód                                               |
| 2004      | Amynek ítélve                     | Judging Amy                                                  | Sylvia Danforth           | 1 epizód                                               |
| 2004–2011 | Doktor House                      | House                                                        | Dr. Lisa Cuddy            | főszereplő (1-7. évad) magyar hangja Györgyi Anna      |
| 2005      | Az igazság ligája: Határok nélkül | Justice League Unlimited                                     | Mercy Graves (hangja)     | 1 epizód                                               |
| 2005      | Apák és fiaik                     | Fathers and Sons                                             | Irene                     | tévéfilm                                               |
| 2007      | Texas királyai                    | King of the Hill                                             | Alexis (hangja)           | 1 epizód                                               |
| 2007–2011 | Amerikai fater                    | American Dad!                                                | Sharri Rothberg (hangja)  | 6 epizód                                               |
| 2008      | Különleges küldemény              | Special Delivery                                             | Maxine Carter             | tévéfilm                                               |
| 2011      |                                   | Childrens Hospital                                           | önmaga                    | 1 epizód                                               |
| 2011      | A férjem védelmében               | The Good Wife                                                | Celeste Serano            | 3 epizód                                               |
| 2011      |                                   | Paul The Male Matchmaker                                     | Jillian                   | 1 epizód                                               |
| 2012      | Kék szemű mészáros                | Blue-Eyed Butcher                                            | Kelly Siegler             | tévéfilm magyar hangja Györgyi Anna                    |
| 2012      | Sherlock és Watson                | Elementary                                                   | Heather Van Owen          | 1 epizód                                               |
| 2013      | Gátlástalanok                     | House of Lies                                                | Brynn                     | 2 epizód                                               |
| 2013      | Botrány                           | Scandal                                                      | Sarah Stanner             | 1 epizód                                               |
| 2013      | Castle                            | Castle                                                       | Rachel McCord             | 3 epizód                                               |
| 2013–2014 | Korra legendája                   | The Legend of Korra                                          | Kya (hangja)              | 14 epizód                                              |
| 2014–2018 |                                   | Girlfriends' Guide to Divorce                                | Abby McCarthy             | főszereplő (45 epizód)                                 |
| 2018–2019 | Doktor Murphy                     | The Good Doctor                                              | Dr. Marina Blaize         | 6 epizód                                               |
| 2018–2021 | A Kominsky-módszer                | The Kominsky Method                                          | Phoebe                    | visszatérő szereplő (15 epizód)                        |
| 2021–2023 | 911-Texas                         | 9-1-1: Lone Star                                             | Gwyneth Morgan            | visszatérő szereplő (2. évad) vendégszereplő (3. évad) |
| 2023      |                                   | Little Bird                                                  | Golda Rosenblum           | minisorozat (5 epizód)                                 |

### Videójátékok
| Év   | Cím          | Szerep         |
| ---- | ------------ | -------------- |
| 1997 | Blade Runner | Crystal Steele |

## Elnyert díjak
Satellite-díj
- 2005: A legjobb női mellékszereplő